# Olivier Rochon
Olivier Rochon (Boekarest, 30 juli 1989) is een in Roemenië geboren Canadese freestyleskiër. Hij vertegenwoordigde zijn vaderland op de Olympische Winterspelen 2018 in Pyeongchang.

## Carrière
Bij zijn wereldbekerdebuut, in januari 2008 in Mont Gabriel, scoorde Rochon direct zijn eerste wereldbekerpunten, een jaar later behaalde hij in Mont Gabriel zijn eerste toptienklassering. Op 15 januari 2012 stond de Canadees in Mont Gabriel voor het eerst op het podium van een wereldbekerwedstrijd, twee weken later boekte hij in Calgary zijn eerste wereldbekerzege. In het seizoen 2011/2012 won Rochon de wereldbeker op het onderdeel aerials.
Op de wereldkampioenschappen freestyleskiën 2015 in Kreischberg eindigde de Canadees als zeventiende op het onderdeel aerials. In de Spaanse Sierra Nevada nam hij deel aan de wereldkampioenschappen freestyleskiën 2017. Op dit toernooi eindigde hij als zesde op het onderdeel aerials. Tijdens de Olympische Winterspelen van 2018 in Pyeongchang eindigde Rochon als vijfde op het onderdeel aerials.

## Resultaten

### Olympische Spelen
| Jaar | Plaats      | Resultaten |
| ---- | ----------- | ---------- |
| 2018 | Pyeongchang | 5e Aerials |

### Wereldkampioenschappen
| Jaar | Plaats        | Resultaten  |
| ---- | ------------- | ----------- |
| 2015 | Kreischberg   | 17e Aerials |
| 2017 | Sierra Nevada | 6e Aerials  |

### Wereldbeker
Eindklasseringen
| Seizoen   | Algm  | AE   |
| --------- | ----- | ---- |
| 2007/2008 | 138e  | 32e  |
| 2008/2009 | 53e   | 18e  |
| 2009/2010 | 31e   | 12e  |
| 2011/2012 | Brons | Goud |
| 2012/2013 | 48e   | 14e  |
| 2014/2015 | 29e   | 9e   |
| 2015/2016 | 61e   | 16e  |
| 2016/2017 | 69e   | 15e  |
| 2017/2018 | 40e   | 8e   |

Wereldbekerzeges
| Datum           | Plaats  | Onderdeel |
| --------------- | ------- | --------- |
| 29 januari 2012 | Calgary | Aerials   |